# Ryan Wilson (atleta)
Ryan Wilson (Columbus (Ohio), Estados Unidos, 19 de diciembre de 1980) es un atleta estadounidense, especialista en la prueba de 110 m vallas, con la que llegó a ser subcampeón mundial en 2013.

## Carrera deportiva
En el Mundial de Moscú 2013 gana la medalla de plata en los 110 m vallas, tras su compatriota el también estadounidense David Oliver y por delante del ruso Sergey Shubenkov.